# ゼムリャ・ブンゲ
座標: 北緯75度25分07秒 東経141度00分49秒 / 北緯75.41861度 東経141.01361度

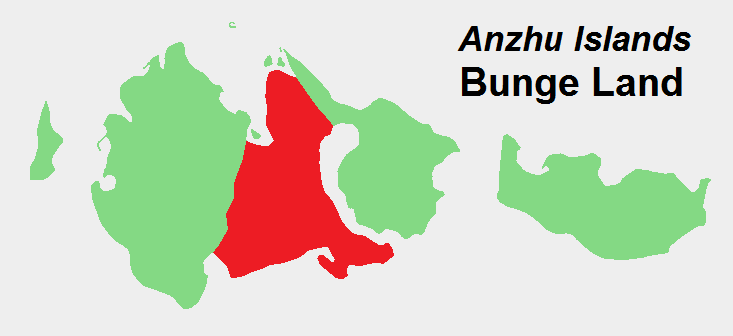
アンジュー諸島におけるゼムリャ・ブンゲの位置。

ゼムリャ・ブンゲ(ロシア語: Земля Бунге)またはブンゲ・ランド(英語: Bunge Land)とはノヴォシビルスク諸島のアンジュー諸島を構成する巨大な砂州。コテリヌイ島とファデエフスキイ島の間に位置する。面積は6,200 km2。
南東に海抜11～21mに達するわずかなエリアを除いて島の大部分は海抜8mに満たず、嵐の際に浸水する。周期的に浸水している面積は、全表面の80％以上を占め、実質的に植生を欠いている。
ロシアの極地探検家であるアレクサンドル・アレクサンドロビッチ・ブンゲにちなんで名づけられた。